# 布尾良策
布尾 良策（ぬのお りょうさく）、明治38年（1905年）10月8日 – 平成4年（1992年）10月1日は、昭和から平成初期にかけての洋画家。本名は東海良作。のちに布尾姓。富山県展審査員、氷見市美術協会会長、蒼潮会代表を歴任。

## 経歴
明治38年（1905年）富山県氷見郡窪村窪（現・氷見市窪）に生まれる。1921年、富山師範学校（現・富山大学教育学部）に入学、小学校教員養成過程に学ぶ。在学中の夏期休暇の課題の風景画を描いたところ、安岡信義に激賞される。1926年婚姻し布尾姓を名乗る。1929年川辺外治に師事。1934年、文検を受験し「師範学校中学校高等女学校教員（西洋画・用器画）」に合格、1935年、旧制富山中学にて開催された版画講習会に参加（講師に木版画の小野忠重、銅版画の武藤完一）。1936年、富山県立氷見高等女学校（現・富山県立氷見高等学校）に奉職し、本格的に絵を描き始める。同年東一雄らと氷見で初めての洋画研究会「蒼潮会」結成。1941年、川辺外治を中心とした「一沓会」に参加し、同年の大潮展で入選。その後、高光大船と相知り浄土真宗に深い関心を寄せ 、高光大船の紹介で暁烏敏の知遇を得て 、中村研一に絵の批評を受けたりする。暁烏敏の紹介で高光一也に師事し、1954年第10回日展で「鏡の前」で初入選、以後10回入選。光風会展では入選を続け1957年に会友、1961年に会員となり、日展と光風会を中心に作品を発表した。楽器シリーズが主だったが晩年はアジャンタ、漁師を題材にした作品を描き、1992年没。

## 作品
- 「連峰遠望」[1]
- 「少女像」[2]
- 「日曜日」
- 「母子」
- 「鏡の前」
- 「イアリング」
- 「粧」
- 「猫を抱く子」
- 「仰臥の童女」
- 「クラリネットのS君」
- 「K氏像」
- 「宗匠」
- 「吹奏トリオ」
- 「菅楽三重奏」
- 「フルートの少年」
- 「青果市場」
- 「共働」
- 「六歌仙」
- 「バザール（テヘラン）」
- 「潮にいきる」
- 「定置網起し」[3]

## 書籍
- 『布尾良策展 -日展と光風会展出品作品を中心として- 』 氷見市立博物館.1995年[4]